# Lavras (tiểu vùng)
Lavras là một tiểu vùng thuộc bang Minas Gerais, Brasil. Tiều vùng này có diện tích 3431 km², dân số năm 2007 là 134412 người.